# Ekkodalen

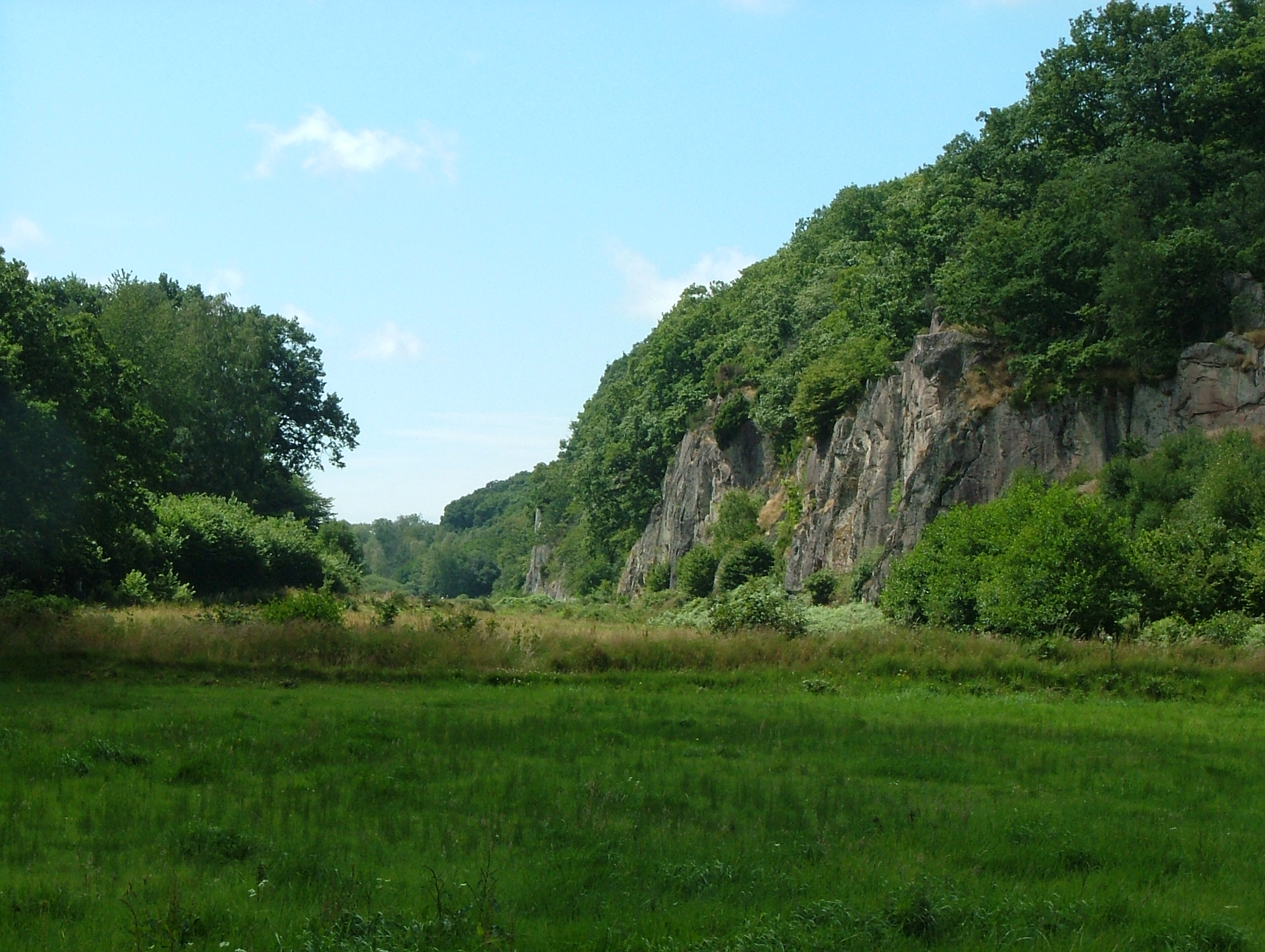
Foto van Ekkodalen uit 2009

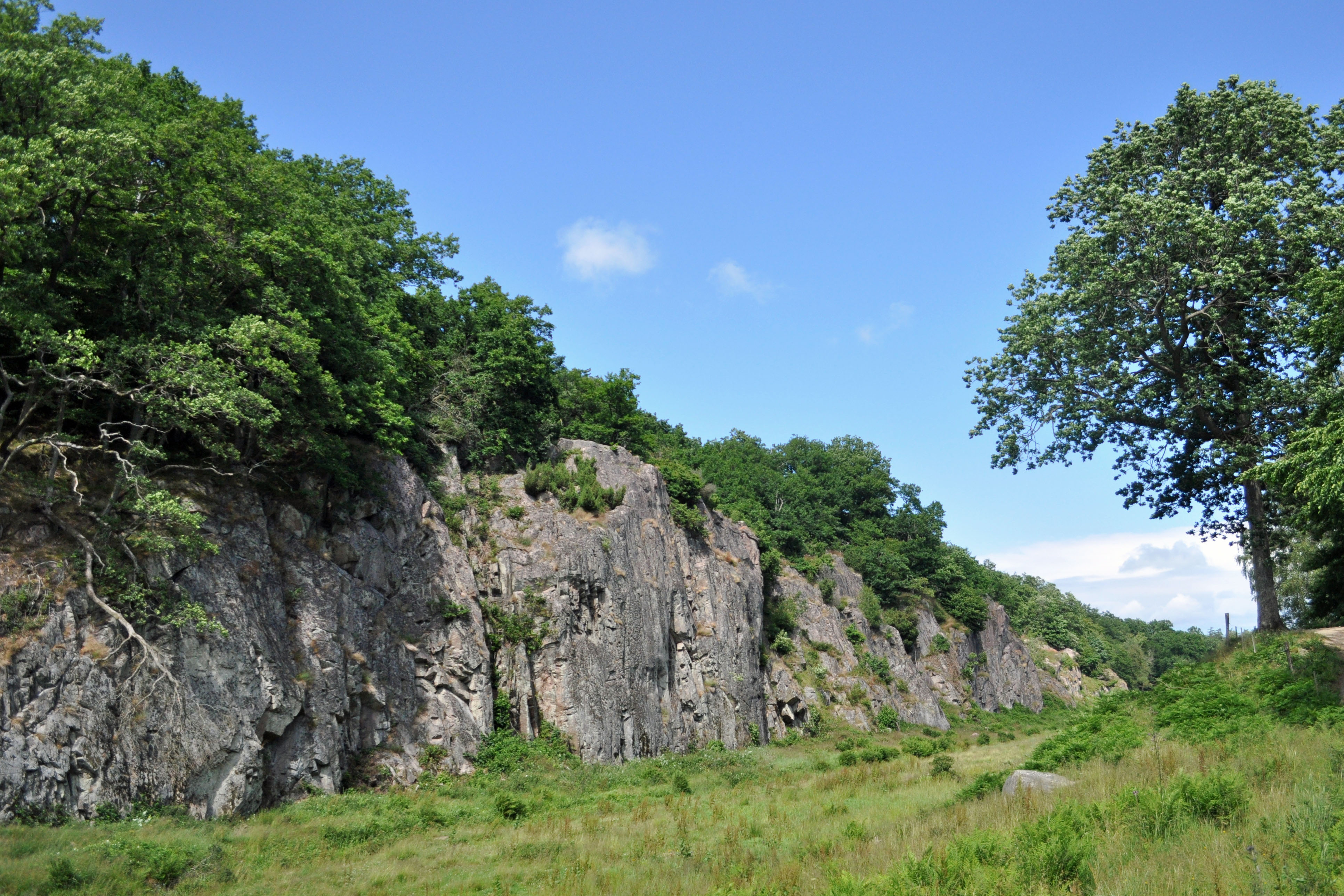
Ekkodalen (2012)

Het 12 kilometer lange Ekkodalen (het Echodal) ligt midden op het Deense eiland Bornholm aan de zuidrand van het westelijk deel van het natuur- en bosgebied Almindingen. Het is een zogenaamd Spalttal, een kloof met een vlakke ondergrond van vulkanisch gesteente met een gemiddelde breedte van 60 meter die loopt van het zuidwesten naar het noordoosten.
Dit soort kloofdalen ontstaan door zeer hoge druk diep in de ondergrond waardoor rotslagen gaan barsten. Die barsten worden eerst met magma uit diepere lagen opgevuld en vormen zogenaamde diabaasgangen. Dwars door de lengte van het eiland loopt zo'n diabaasgang. Dit gesteente verweert veel gemakkelijker dan het graniet en gneis ernaast, waardoor een laagte ontstaat met aan beide zijden graniet. Later, tijdens het Kwartair en vooral tijdens de IJstijden is deze laagte verder door gletsjers uitgesleten. Op de rotswanden zijn plaatselijk ook gletsjerkrassen te zien.
Door Ekkodalen en ook boven langs de loodrechte rotswanden lopen wandelpaden. Het dal is bekend om de echo. In het noorden van het dal ligt op een heuvel de ruïne Gamleborg (oude burcht). Iets noordelijker, 750 meter verder ligt Lilleborg (kleine burcht). In het zuiden bevinden zich een grot Jægergrotten (de jagersgrot) en een grote zwerfsteen die Dronningestenen (de koninginnensteen) heet.

## Weblinks
- https://www.bornholm.net/index.php?3032_de
- https://367ture.dk/site/Jaegergrotten/